# Czołpon Sułtanbiekowa
Czołpon Aałyjewna Sułtanbiekowa (ur. 19 sierpnia 1969 w Biszkeku) – kirgiska polityczka. W latach 2016–2018 zastępczyni premiera Kirgistanu.

## Życiorys

### Młodość, edukacja i kariera zawodowa
Sułtanbiekowa urodziła się 19 sierpnia 1969 we Frunze, stolicy Kirgiskiej Socjalistycznej Republiki Radzieckiej (obecnie Biszkek, stolica Kirgistanu).
Ukończyła studia pierwszego stopnia w 1991 na Мичуринский государственный педагогический институт w Rosji. Ukończyła studia drugiego stopnia z prawa (w 2006 roku) i stosunków międzynarodowych (w 2007 roku). W 1991 roku rozpoczęła pracę jako ekspertka w urzędzie miasta Dżalalabad.

### Działalność polityczna
Po morderstwie swojego męża, Bajamana Erkinbajewa, w kwietniu 2006 roku ubiegała się o jego mandat w Radzie Najwyższej (na który został wybrany w trakcie wyborów parlamentarnych w Kirgistanie w 2005 roku), jednak bez powodzenia.
Z powodzeniem kandydowała w wyborach parlamentarnych w Kirgistanie w 2010 roku zostając członkinią Rady Najwyższej Kirgistanu z ramienia Partii Respublika. W parlamencie została przewodniczącą komisji ds. edukacji. W październiku 2013 roku została wybrana wiceprzewodniczącą izby. Uzyskała reelekcję w wyborach parlamentarnych w 2015 roku.
9 listopada 2016 została wybrana zastępczynią premiera Kirgistanu w rządzie Sooronbaja Dżeenbekowa. Kontynuowała tę rolę w rządzie Ałmazbeka Atambajewa, gdy Dżeenbekow został wybrany na prezydenta Kirgistanu. Funkcję tę pełniła do 2018 roku.
Po raz kolejny została członkinią parlamentu po wyborach parlamentarnych w Kirgistanie w 2020 roku. Mandat objęła w październiku 2021 roku.

### Pozostała działalność
W latach 2000–2001 była przewodniczącą Kongresu Kobiet Republiki Kirgistanu. W 2005 roku założyła organizację „Eco-harmony Women”. W 2011 roku została przewodniczącą komitetu ds. polityki młodzieżowej, gdzie skupiała się na kulturze fizycznej i sporcie.

### Życie prywatne
Jest wdową, jej mąż, Bajaman Erkinbajew, został zamordowany w 2005 roku w wyniku porachunków mafijnych. Ma dwójkę dzieci.